# August Hagen (Schriftsteller)

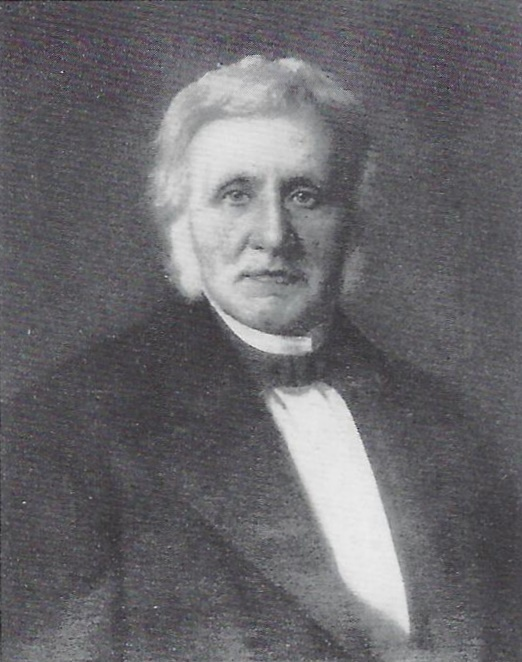
Ernst August Hagen

Ernst August Hagen (* 12. April 1797 in Königsberg; † 16. Februar 1880 ebenda) war ein preußischer Kunstschriftsteller und Novellist. Im Königreich Preußen war er der erste Lehrstuhlinhaber für Kunstgeschichte und Ästhetik.

## Familie
Ernst August Hagen wurde 1797 als Sohn des Hofapothekers Karl Gottfried Hagen geboren. Sein Bruder war Carl Heinrich Hagen, Professor für Staatsökonomie, sein Cousin der Wasserbauingenieur Gotthilf Heinrich Ludwig Hagen. Seine jüngere Schwester Florentine Hagen heiratete später den Königsberger Physiker Franz Ernst Neumann, seine ältere Schwester Johanna den Astronomen und Mathematiker Friedrich Wilhelm Bessel. Mit 11 Jahren (1807/1808) wurden Ernst August und seine Brüder gemeinsam mit den Prinzen Friedrich Wilhelm und Wilhelm von ihrem Vater in dessen Hofapotheke unterrichtet.

## Leben
Hagen legte das Abitur am Altstädtischen Gymnasium ab und widmete sich ab 1816 dem Studium der Medizin (Promotion 1821). Danach schloss er ein Kunststudium an der Philosophischen Fakultät an. Noch während seiner Studienzeit veröffentlichte er 1820 das romantische Märchengedicht „Olfried und Lisena“, das von Goethe sehr positiv beurteilt wurde. Während seines Studiums wurde er 1817 Mitglied der Alten Königsberger Burschenschaft.
Auf seiner zweijährigen Bildungsreise nach Rom, die ihn über Göttingen und Süddeutschland führte, traf er unter anderem Carl Friedrich Gauß, Johann Wolfgang von Goethe, Jean Paul und Bertel Thorwaldsen. Er begann nach der Rückkehr in seine Heimatstadt im Jahre 1824 akademische Vorlesungen über Kunst- und Literaturgeschichte abzuhalten.
1825 wurde er zum außerordentlichen Professor und 1831 zum ordentlichen Professor für diese Fächer ernannt. Er erhielt außerdem die Aufsicht über die Kunstsammlungen der Universität.
Hagen hatte zahlreiche freundschaftliche Kontakte zu bekannten Persönlichkeiten seiner Zeit und nutzte diese auch zum Wohle der Entwicklung der Kunst und dazugehörigen Institutionen in seiner Heimatstadt. Dazu gehörten u. a. Peter von Cornelius (1783–1876), Ludwig von Schorn (1793–1842), Karl von der Groeben (1788–1876), Ignaz von Olfers (1826–1872), Eduard Gerhard (1795–1867), Wilhelm Eduard Albrecht (1800–1876), Franz Kugler (1808–1858), Ludwig Tieck (1773–1853), Gustav Friedrich Waagen (1794–1868), William Motherby (1776–1847), Eduard Devrient (1801–1877), Karl Schnaase (1798–1875), Joseph von Eichendorff (1788–1857).

## Ehe und Nachkommen
Mit seiner Ehefrau Molly, geb. Oestreich, wohnte er in der Zieglerstraße 5 in Königsberg. Das Paar hatte fünf Kinder. Die beiden Söhne schlugen eine militärische Laufbahn ein. Ernst Heinrich Hagen (1831–1905) wurde Generalleutnant, Adjutant des Prinzen Albrecht von Preußen, 1871 in den preußischen Adelsstand erhoben und Kommandeur des Dragoner-Regiments Nr. 5. Johann Maria (genannt Hans) Hagen (1829–1910) wurde Oberstleutnant und Direktor der Kriegsschule Kassel.
Ernst August Hagen verstarb am 16. Februar 1880 in Königsberg.

## Leistungen
Ernst August Hagen sorgte dafür, dass die Provinziale Kunst- und Zeichenschule für die Ausbildung der Künstler fortbestand. Dadurch wurde der Anteil der „Kunstschule“ nicht in die „Gewerbeschule“ integriert. Im Jahre 1844 wurden beide Schulen eigenständig.
Zusammen mit dem Stadtdirektor Degen, dem Kaufmann Friedemann und dem Konsul Lorck gründete er 1832 den Königsberger Kunst- und Gewerbeverein und half bei der Organisation der jährlichen Ausstellungen.
1830 übernahm Hagen die alte Kunstsammlung der Universität Königsberg. Er beschaffte 1831 die Universitätskupferstichsammlung und überführte sie 1862 in das Kupferstichkabinett der neuen Universität.
Hagen initiierte 1838 den Bau des Stadtmuseums in der Königsstraße, das 1841 fertiggestellt wurde.
Hagen bat seinen Freund, den Oberpräsidenten Heinrich Theodor von Schön, sich bei Friedrich Wilhelm IV. für die Erbauung einer Kunstakademie einzusetzen, die selbiger nach einer zweimaligen Kabinettsorder gegen die Meinungen seines Ministers Karl vom Stein zum Altenstein und dessen Nachfolgers Johann Albrecht Friedrich von Eichhorn auch bewilligte. Hagen war somit nicht nur Mitbegründer der Kunstakademie Königsberg im Stadtmuseum, deren erster Direktor Ludwig Rosenfelder 1845 wurde, sondern ermöglichte erst die Erbauung.
Mit der Herausgabe der Preußischen Provinzblätter begründete Hagen 1844 die Altertumsgesellschaft Prussia. Er sammelte die Überlieferungen der namensgebenden früheren Bevölkerung Preußens, der Pruzzen, z. B. Volkslieder und Sagen, und registrierte Kunstwerke jeglicher Art. Er war zu diesem Zwecke ebenso archäologisch aktiv.
Daneben war Ernst August Hagen ein erfolgreicher Kunst- und Literaturschriftsteller seiner Zeit. Sein Novellenband „Norica, das sind Nürnbergische Novellen aus alter Zeit. Nach einer Handschrift des sechzehnten Jahrhunderts“ aus dem Jahr 1829 erschien im 19. Jahrhundert in sieben Auflagen. Norica-Texte wurden noch 1944 bei Reclam veröffentlicht. 1851 kam eine englische Übersetzung heraus.
Mit Werken wie „Die Beschreibung der Domkirche zu Königsberg und der in ihr enthaltenen Kunstwerke“, Königsberg, 1833 (gemeinsam mit A.R. Gebser) oder die „Geschichte des Theaters in Preußen“, Königsberg, 1854, machen ihn auch zu einem wichtigen Chronisten seiner Heimat. Viele seiner Dramen blieben unaufgeführt und sind heute verschollen.
Ihm wurde für seine Leistungen u. a. der Rote Adlerorden II. Klasse mit Eichenlaub verliehen. 1869 erhielt er den Titel „Geheimer Regierungsrat“.

## Werke (Auszug)
- Olfried und Lisena. Ein romantisches Gedicht in zehn Gesängen. 1820.
- Gedichte. 1822
- Norica, das sind Nürnbergische Novellen aus alter Zeit. Nach einer Handschrift aus dem sechzehnten Jahrhunderts. Breslau, 1829[5], Norika Alt-Nürnbergische Geschichten von August Hagen, neu herausgegeben von Arthur Schurig, Dresden 1920
- Ueber die Gypsabgüsse nach Antiken auf der Universität zu Königsberg. 1827.
- Ueber drei geschichtliche Gemälde der Düsseldorfer Schule. Königsberg, 1833.
- Die Chronik seiner Vaterstadt vom Florentiner Ghiberti. Breslau, 1833
- Der Dom zu Königsberg in Preußen. Eine kirchen- und kunstgeschichtliche Schilderung. Königsberg, 1833; gemeinsam mit August Rudolf Gebser
  - Band 2 (Ernst August Hagen): Der Dom zu Königsberg in Preußen. Eine kirchen- und kunstgeschichtliche Schilderung, Band 2: Beschreibung der Domkirche zu Königsberg und der in ihr enthaltenen Kunstwerke, mit einer Einleitung über die Kunst des deutschen Ordens in Preußen, vornämlich über den ältesten Kirchenbau im Samlande. Hartung, Königsberg 1833 (Digitalisat).
- De Anaglypho quod est Marienburgi, commentatio. Königsberg, 1834
- Beschreibung der Gemäldeausstellungen. Königsberg, 1837
- Die Wunder der heil. Katharina von Siena. Leipzig, 1840
- Leonardo da Vinci in Mailand. Leipzig, 1840
- Ueber die St. Adalberts-Kapelle in Tenkitten. In: Neue Preußische Provinzial-Blätter. Band 5, Königsberg 1848,   S. 256–276.
- Geschichte des Theaters in Preußen. Königsberg, 1854 (Digitalisat)
- Die deutsche Kunst in unserm Jahrhundert. Berlin, 1855
- Max v. Schenkendorfs Gedichte. Mit einem Lebensabriß und Erläuterungen. (Herausgabe v. A. Hagen), Berlin, 1862
- Max v. Schenkendorfs Leben, Denken und Dichten. Berlin, 1863
- Acht Jahre aus dem Leben Michelangelo Bonarrottis. Berlin, 1869
- Königsberg's Kupferstecher und Formschneider im 16. und 17. Jahrhundert. Königsberg, 1879
- Eduard der Dritte: Trauerspiel in fünf Aufzügen. Leipzig, 1879